# Agnolo di Pietro
Agnolo di Pietro (Cortona, XIV secolo – 1362) è stato uno scultore italiano.

## Biografia
Fu autore dell'arca di Santa Margherita a Cortona nel 1362 e del sepolcro di Ranieri Ubertini nel 1345.